# Nephrotoma erebus
Nephrotoma erebus är en tvåvingeart som beskrevs av Alexander 1922. Nephrotoma erebus ingår i släktet Nephrotoma och familjen storharkrankar. Inga underarter finns listade i Catalogue of Life.